# Глогувек
Глогувек (пол. Głogówek)  —  город  в Польше на реке Особлога, входит в Опольское воеводство,  Прудницкий повят.  Имеет статус городско-сельской гмины. Занимает площадь 22,06 км². Население — 5778 человек (на 2005 год).

## См. также

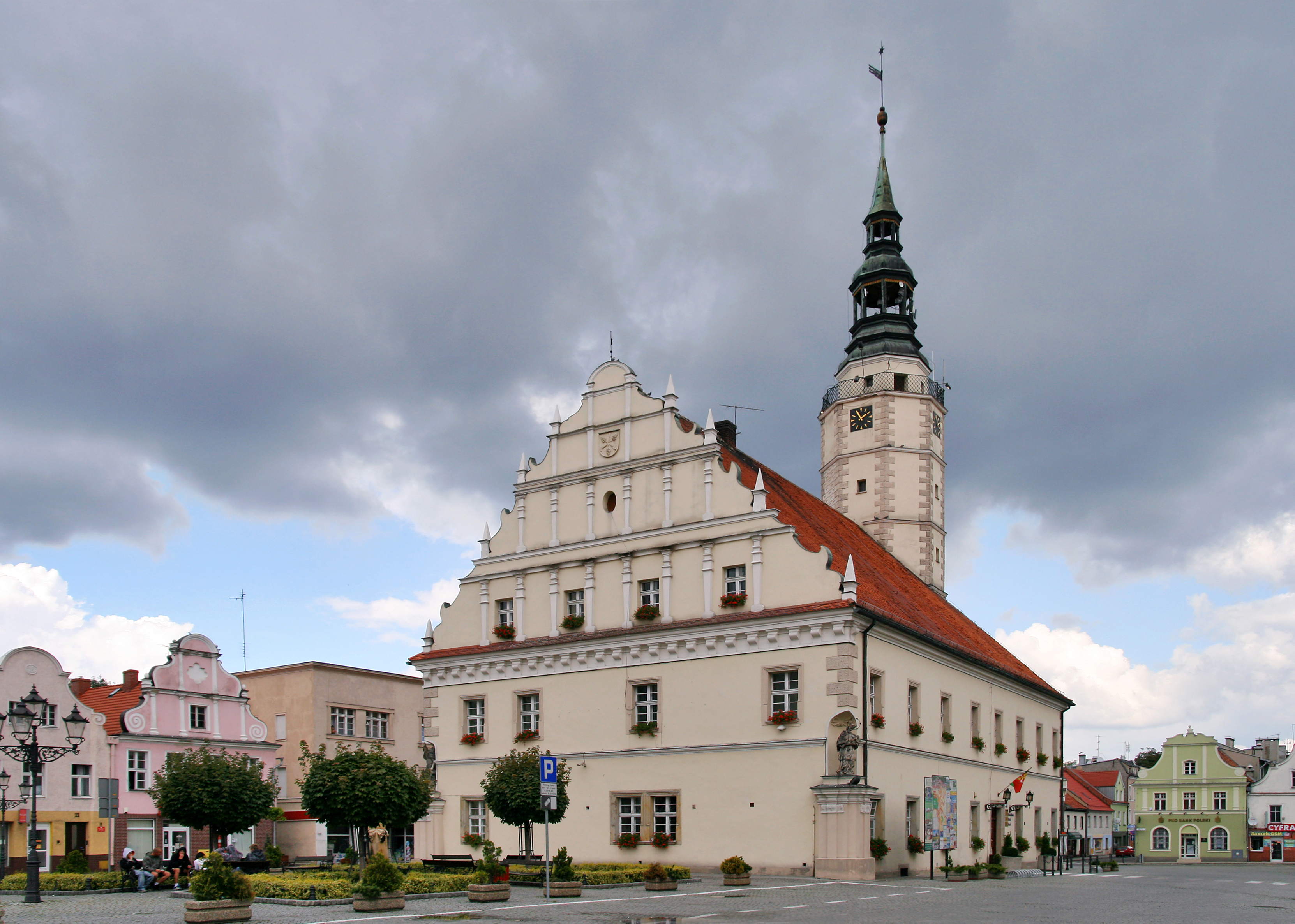
Ратуша